# أوبتيموس (روبوت)

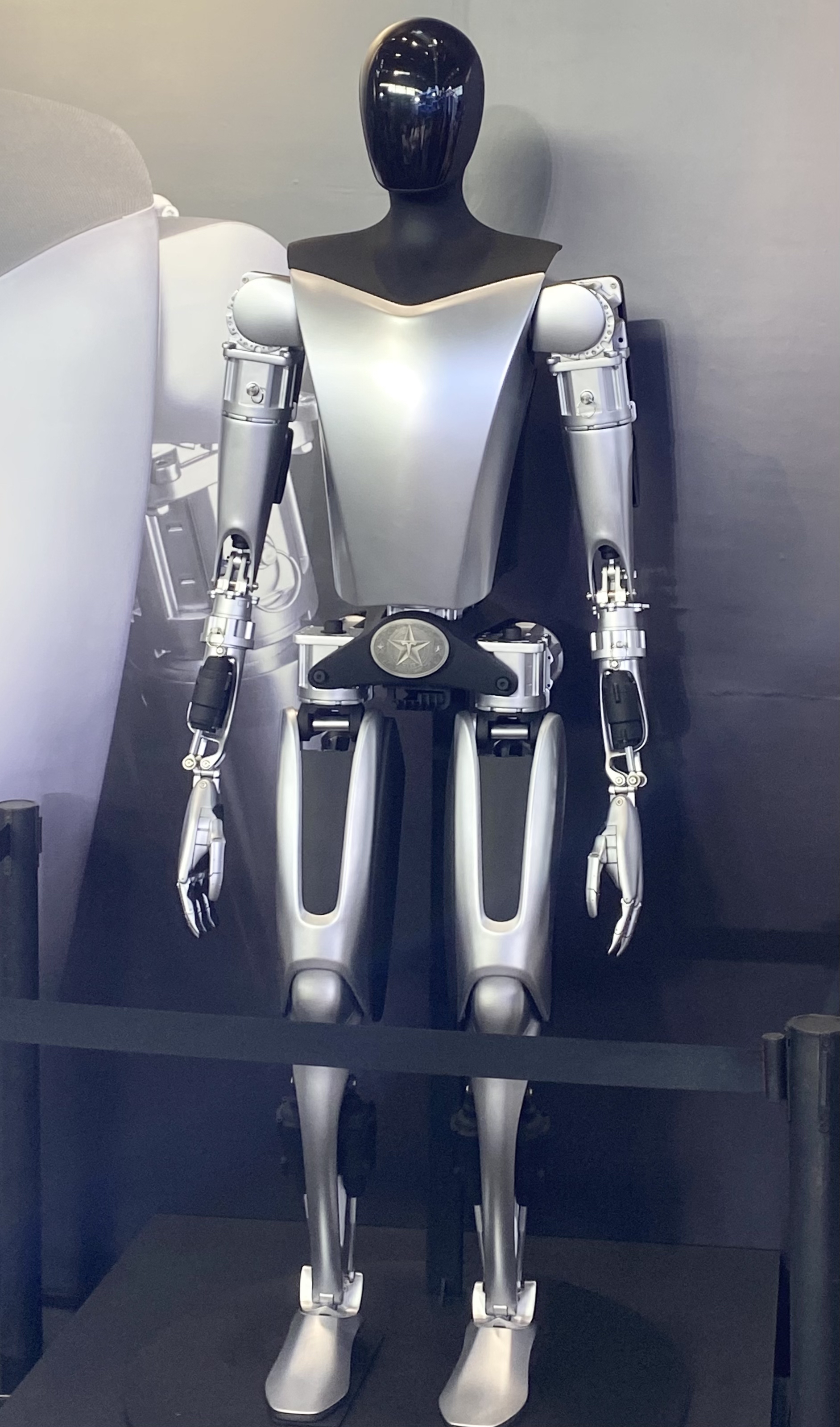
روبوت أوبتيموس صممه "تسلا" في أحد المعارض

تسلا بوت ويعرف أيضاً ب أوبتيموس  هو روبوت هيومانويد للأغراض العامة مقترح،تم الكشف عنه في 19 أغسطس 2021 حيث قال إيلون ماسك بأن أول نموذج سيتم بنائه بحلول عام 2022.
يبلغ طول أوبتيموس 173 سم ووزنه 57ك،من أهداف أوبتيموس هو عمل الأعمال الخطرة والمتكررة والمملة مثل المساعدة في عمليات التصنيع.وفي ديسمبر 2023 كشف الملياردير الأميركي إيلون ماسك، مدير شركة "تسلا"، عن تحديثات جديدة يشهدها الجيل الثاني من روبوت الشركة الذكي "أوبتيموس".